# Проспект-парк
Про́спект-па́рк (англ. Prospect Park) — большой общественный парк в Бруклине, штате Нью-Йорк, США, ограниченный районами Парк-Слоуп (англ. Park Slope), Кензингтон (англ. Kensington), Виндзор-Террес (англ. Windsor Terrace), а также улицей Флатбуш-авеню (англ. Flatbush Avenue), площадью Гранд-Арми-Плаза (англ. Grand Army Plaza) и Бруклинским ботаническим садом. Общая площадь парка составляет 2,1 км². Парк управляется Нью-Йоркским департаментом парков и зон отдыха.

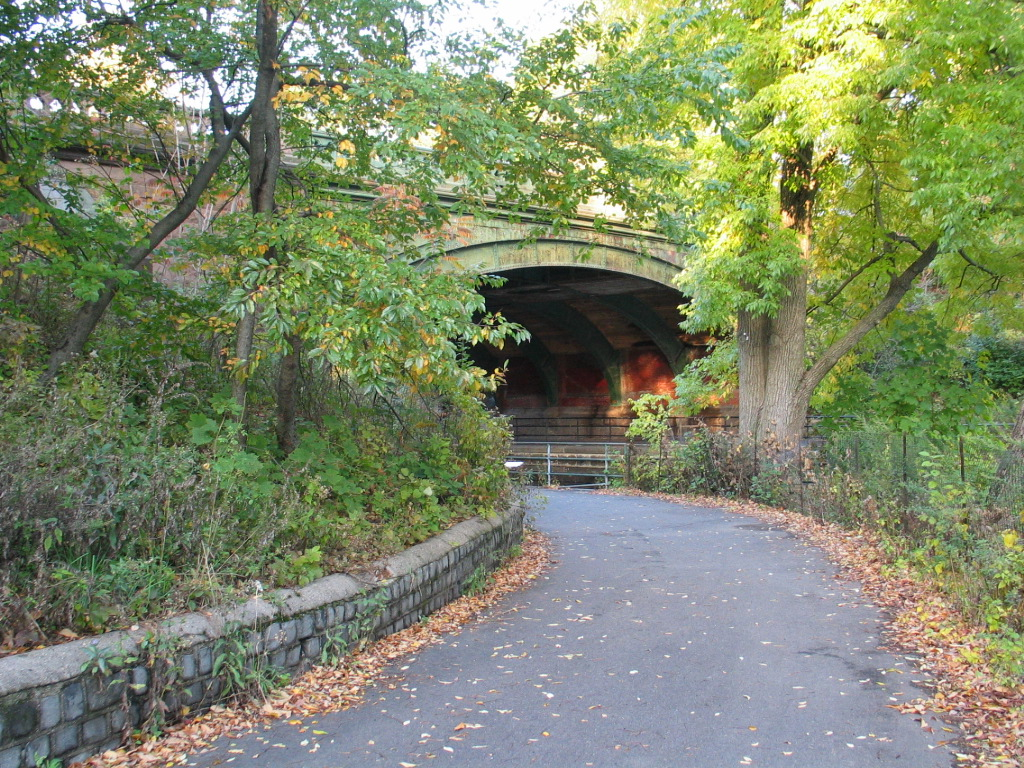
Мостик в Парке

Проект парка был разработан архитекторами Фредериком Олмстедом (Frederick Law Olmsted) и Калвертом Воксом (Calvert Vaux) после окончания работы над Центральным Парком в Манхеттене. В парке имеются большие участки охраняемой живой природы: Долгий Луг (англ. Long Meadow) — лужайка площадью 90 акров, которая считается самой крупной в США; Пикник-хаус (англ. Picnic House) — здание, в котором находятся офисы и зал для приёма гостей на 175 человек; Личфилд-вилла (англ. Litchfield Villa) — исторический дом прежних владельцев южной части парка; Зоопарк Проспект-парка; единственное озеро в Бруклине; открытая эстрада, в летнее время используемая для бесплатных концертов на открытом воздухе; различные спортивные и оздоровительные сооружения, включая семь баскетбольных площадок. На территории парка также расположено квакерское кладбище на территории под названием Квакер-хилл (англ. Quaker Hill).

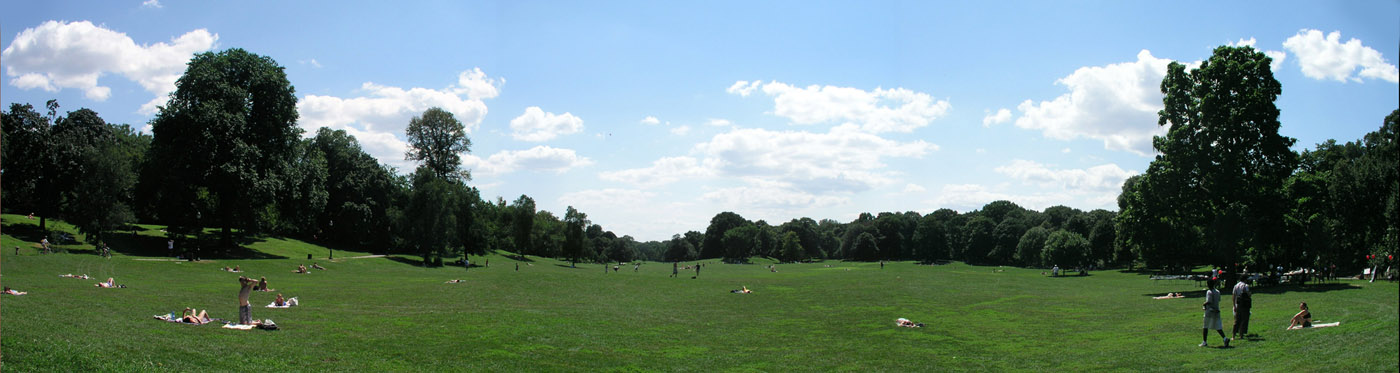
Долгий Луг

## История парка

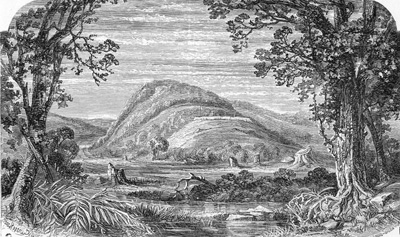
Место битвы при Лонг-Айленде, 1792

Территория, на которой находится парк, первоначально была завалена камнями отступающим ледником. На будущем месте парка в августе 1776 года произошла известная битва при Лонг-Айленде между американскими и британскими войсками во время Войны за независимость. В XIX веке на территории парка располагались фермерские хозяйства, и на приобретение земли город Бруклин потратил 4 миллиона долларов. А на строительство парка было потрачено более 5 миллионов долларов. Первоначально парк раскинулся от Флатбуш-авеню до нынешней улицы Истерн-Паркуэй (англ. Eastern Parkway). Планирование парка было начато ещё до начала Гражданской войны в 1860 году, но строительство было приостановлено и возобновилось только в 1865 году, после окончания войны.

## Художественный образ Олмстеда и Вокса
Проект парка был настолько революционным, что некоторые рассматривали парк как произведение искусства; другие были довольно критичны к идеям Олмстеда и Вокса, поскольку они шли вразрез с европейскими традициями. Олмстед и Вокс старались воспроизвести дикую природу, которую они наблюдали и сфотографировали, путешествуя по США. К июню 1866 года они создали Долгий Луг по соседству с торфяными болотами в низине; они двигали и сажали деревья, перевозили верхний слой почвы и создали обширный слой дёрна со специально посаженными деревьями (которые недавно были пересажены, чтобы вернуть старый дизайн). Для того, чтобы создать буферную зону между городскими районами и парком, по периметру были высажены большие группы деревьев; таким образом, парк становился сельским оазисом среди городской суеты. Ещё не законченный парк был открыт 19 октября 1867 года. Работа над парком продолжалась ещё в течение 6 лет, пока не была окончательно завершена в 1873 году, хотя некоторые задумки так и не были воплощены. После экономического кризиса в 1873 году Олмстед и Вокс были вынуждены прекратить крупные проекты в парке и завершили своё сотрудничество.

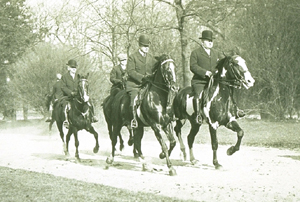
Катающиеся на лошадях в Проспект-парке, 1912. Автор Charles D. Lay

При строительстве водной составляющей Олмстед и Вокс использовали преимущество оставшихся после ледника озёр и низинный ландшафт. Извилистый ручей несколькими прудами наполняет озеро площадью 24 гектара. Они сконструировали ручей таким образом, что он протекает в крутой, поросшей лесом ложбине, и всё это в окружении натуральной прибрежной фауны и флоры — это, вероятно, самое значительное их творение в ландшафтной архитектуре. Все это по мнению создателей давало жителям города подсознательное чувство природы. Олмстед верил, что такое чувство возможно и необходимо людям в огромном урбанизированном пространстве его времени.

## Акватория Проспект-парка

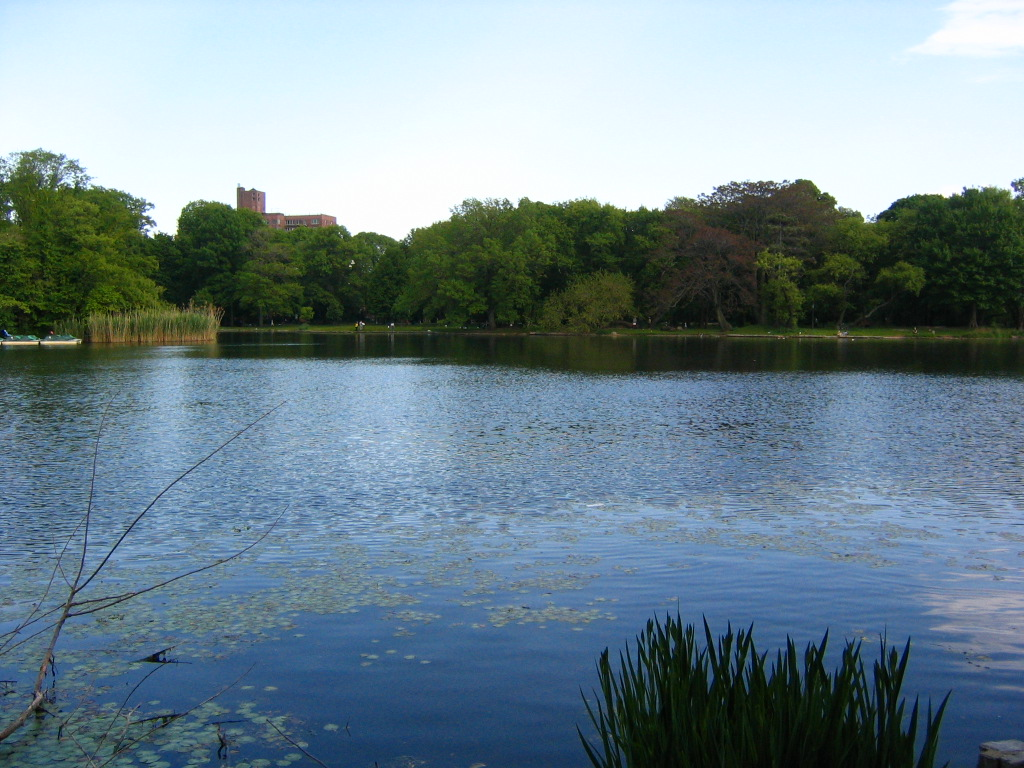
Озеро Проспект-парка

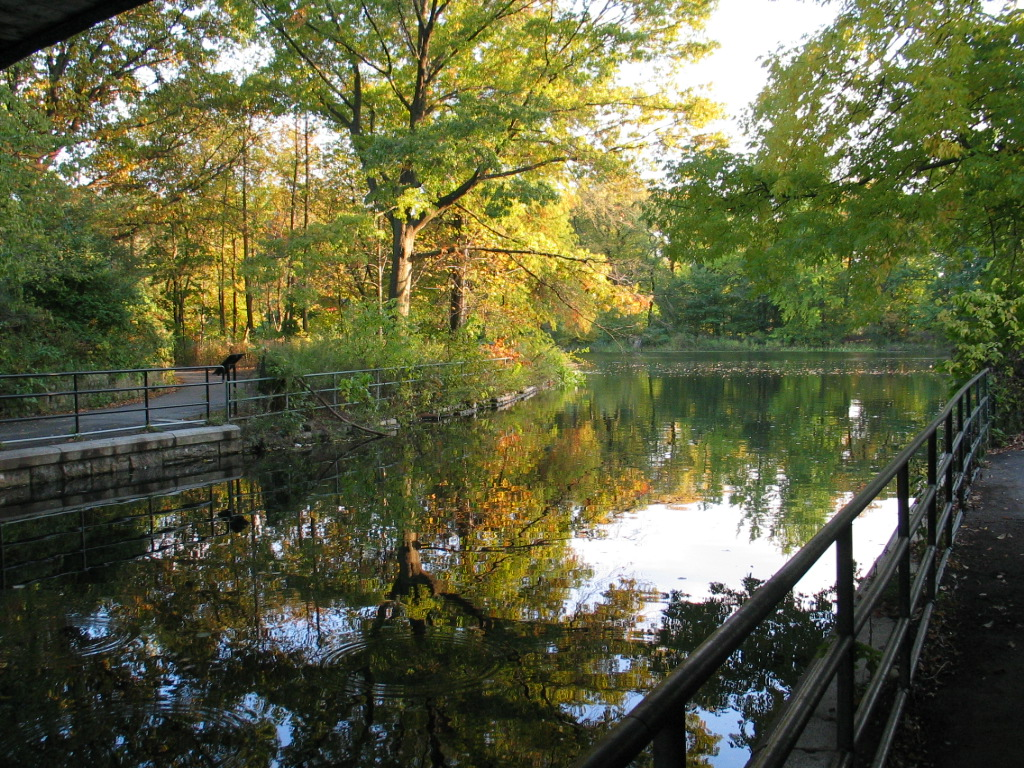
флора Проспект-парка отражается в воде

Возможно, самым очаровательным шедевром Олмстеда и Вокса в парке является созданная ими система озёр и ручьёв. Вся акватория парка является творением рук человека. Первоначально созданная система дикой природы к середине XX века пришла в состояние полного упадка. В 1994 году Альянс Проспект-парка (англ. Prospect Park Alliance) запустил 25-летний проект по восстановлению парка общей стоимостью 43 миллиона долларов.
Своё начало водный путь Проспект-парка берёт с водопада Фолкилл (англ. Fallkill Falls), который впадает в пруд Фолкилл (англ. Fallkill Pool), далее проходит через недавно восстановленные Верхний (англ. Upper Pool) и Нижний (англ. Lower Pool) пруды, в которых отдыхают мигрирующие птицы и на которых можно найти болотные и другие водные растения. За мостом Исдейл (англ. Esdale Bridge) через пруд Амбергилл (англ. Ambergill Pond) вода попадает в поросшую лесом территорию, а затем проходит под мостом Рок Арч (англ. Rock Arch Bridge) и попадает в узкое ущелье названное Равин (англ. Ravine). Дизайн создан таким образом, что журчание воды слышно по всему лесу. Далее поток проходит под мостом Мюзик Пагода (англ. Music Pagoda Bridge), где часто дают музыкальные представления.
Затем вода каскадом проходит под мостом Биннен (англ. Binnen Bridge) и впадает в воды Lullwater, на восточном берегу которого стоит некогда использовавшаяся лодочная станция (в настоящее время в ней расположен центр для посетителей). Далее поток протекает под мостом Луллвотер(англ. Lullwater Bridge) и заворачивает вокруг полуострова, на котором находят прибежище птицы и где можно найти дикорастущие луга.

Лодка возле Лодочной станции, 1900-е годы

Наконец, проходя под большим мостом Террейс (англ. Terrace Bridge), вода попадает в живописное озеро Проспект (англ. Prospect Lake), площадь которого составляет 24 гектара и на котором находятся несколько островов. Когда-то сильно загрязнённое, в настоящее время озеро является домом для более чем 20 видов рыб, и на нём проходят ежегодные соревнования рыбаков. Также на озере посетители катаются на гребных лодках и копии электрического баркаса Индепенденс (англ. Independence), возившего гуляющих по озеру столетие назад.
Путешествие по воде демонстрирует революционный подход Олмстеда и Вокса к воссозданию различных природных водных формаций; они не только сажали деревья, кусты и растения, но двигали камни и изменяли ландшафт для создания природного великолепия для жителей Бруклина XIX века.

Карта парка, 1880-е годы

## Район ущелья Равин
Водный поток парка проходит через центр единственного лесного массива в Бруклине, называемого ущельем Равин (англ. The Ravine District). Олмстед и Вокс видели в ущелье сердце Проспект-парка и центральное место живописного горного ландшафта, схожего с ландшафтом горного массива Адирондак. В 2003 году ущелье было частично отреставрировано, и отреставрированная часть открыта для публичного посещения. Всё ещё восстанавливаемое от десятилетий чрезмерного использования, вызванного эрозией и движением почвы, ущелье проходит через лесной массив, также восстанавливаемый с 1996 года. Речной поток движется через ущелье к лодочной станции (англ. Boathouse), построенной известной архитектурной фирмой McKim, Mead, and White, которая являлась одним из самых популярных мест посещения в парке в XIX — начале XX века. По мере обветшания парка исторически значимое здание оказалось под угрозой разрушения и, к счастью, было восстановлено в 1980-е годы по указу тогдашнего мэра Нью-Йорка Эдварда Коха (англ. Edward Koch).

## Проспект-парк и Роберт Мозес
В 1930-е — 50-е годы ряд новаторских идей в Проспект-парке был представлен Робертом Мозесом (англ. Robert Moses), одним из влиятельных чиновников Нью-Йорка того времени. В парке были построены детские игровые и спортивные площадки. Мозес также руководил строительством большой сцены Bandshell возле статуи маркизу де ла Файетту (Marquis de la Fayette). Однако оригинальный ландшафт парка, созданный Олмстедом и Воксом, продолжал разрушаться вследствие эрозии почвы и недостаточного ухода за парком. В 90-е годы была создана частная некоммерческая организация Проспект-парк Альянс (англ. Prospect Park Alliance) для помощи с восстановлением парка, которая вскоре и приступила к работе.

## Развлечения
Женская лига по софтболу Prospect Park Women’s Softball League в течение 23 лет устраивает в парке ежегодные соревнования по софтболу. В парке часто можно увидеть занимающихся верховой ездой из конюшен Кенсингтон (англ. Kensington stables). На озере плавают любители вёсельных лодок. Сцена Bandshell часто проводит концерты, в частности ежегодный Бруклинский фестиваль Celebrate Brooklyn! Performing Arts Festival.

## Читайте также
- Зоопарк Проспект-парка
- Prospect Park (BMT Brighton Line)
- 15th Street – Prospect Park (IND Culver Line)
- Памятники садово-паркового искусства